# 臺南市北門社區大學
北門社區大學，目前由財團法人永續台灣文教基金會承辦。
原由台南縣政府教育局主辦，2005年至2017年由財團法人永續台灣文教基金會承辦，2017年至2022年由財團法人真理大學接續承辦。
2023年起，轉由財團法人永續台灣文教基金會承辦。
校本部設於台南市立佳里國民中學。轄區包含台南市北門區、將軍區、學甲區、佳里區、西港區、七股區。每年辦理90-100門成人學習課程，學員人次每年在1600人次以上。

## 辦學理念
「推動師生共學及社會參與行動，促進鹽分地帶文化、產業及生態的永續發展。」
其願景為提升學習者現代公民素養及培力地方創生的知能及參與，落實生態環境教育，促進文化、健康及休閒生活。

## 辦學目標
1.	環境永續，打造綠能生活
「里海」強調人與海之結合，讓人類經濟活動與海洋生態能和諧共生，使海洋資源及生態多樣性，得以永續利用。盤點整個大北門地區找出現有環境議題如海洋廢棄物、友善養殖、海岸線退縮、閒置漁塭地、保育類鳥類、農／漁電共生，公民電廠及太陽能光電廠設置…等等，這些都是與在地居民息息相關之生活周遭，透過田野調查、資源盤點及社區蹲點發掘問題點，善用地方豐富的環境產業資源，開設課程、講座及研討會或實際體驗，並邀請專家、學者、業者及在地居民共同針對環境議題進行探討、了解並試著找出適當的因應辦法，亦推廣民眾使用綠能從日常中節能減碳愛地球，讓環境及生態得以永續。
2.	文化傳承，保存在地知識
透過公民參與發掘、保存及紀錄在地知識及文化，例如南瀛五大香科、農漁村文化、西拉雅族平埔族群文化、傳統技藝西港藺草、學甲賽鴿笭、傳統藝陣(龍鳳獅武藝陣及金獅陣…)等以傳承在地生活文化及技藝，結合現代生活需求的思考，發展出系列的文化創意產業課程，引導、訓練及協助社區、地方人士及團體，進入社大的教學體系貢獻所長，解放在地知識，期望達成社大與社區共生互動，共同成長的目標。
3.	在地關懷，落實社區參與
長期關注社區獨居及弱勢老人、新住民及偏鄉學童等族群，加強推動健康養生、樂活新人生觀念。結合各社區發展協會，建構健康樂活的支持系統，共築高齡關懷社區。透過在地關懷及參與，使教師在規劃課程時融入在地社區需求及發展議題，課程中帶領學員共同參與並持續與各單位合作，辦理高齡關懷課程及活動。
4.	偏鄉拓展，推動終身學習
社區大學為提供終身學習的一間學校，臺灣的人口年齡結構變遷，社大為回應偏鄉在地民眾多元學習需求，透過學習資源整合與在地連結，以短期課程、工作坊、系列講座及活動為主，讓偏鄉民眾參與學習，建構終身學習體系，增進學習機會與風氣，並提供免費或優惠方案確保弱勢族群（70歳以上長者、身心障礙者、原住民、新住民..等）及偏鄉地區都可以參與終身學習。